# Silerton
Silerton est une municipalité américaine principalement située dans le comté de Hardeman au Tennessee.
Selon le recensement de 2010, Silerton compte 111 habitants. La municipalité s'étend alors sur une superficie de 0,58 mille carré (1,5 km2). Une petite partie inhabitée de son territoire se trouve dans le comté voisin de Chester : 0,08 mille carré (0,21 km2).
En 1869, plusieurs membres de la famille Siler de Siler City en Caroline du Nord achètent des terrains dans la région. Le Gulf, Mobile and Northern Railroad atteint la localité en 1917 et Silerton devient un important centre d'échange du bois.